# Stanisław Leśniewski
Stanisław Leśniewski (Serpuchov, 28 marzo 1886 – Varsavia, 13 maggio 1939) è stato un logico, filosofo e docente polacco.

## Biografia
Allievo di Kazimierz Twardowski, fu uno dei fondatori e, con Alfred Tarski e Jan Łukasiewicz, uno dei maggiori esponenti della scuola di Leopoli-Varsavia. Dal 1919 fu docente di filosofia della matematica all'università di Varsavia. Nel 1916 creò la mereologia ossia la teoria delle relazioni tra le parti e il tutto a partire dalla differenziazione — il cui fine era risolvere il paradosso di Russell — tra interpretazione distributiva (un oggetto come elemento di una classe) e interpretazione collettiva (un oggetto come parte di un intero) dei simboli di classe. Teoria che fu poi elaborata in un sistema assiomatico deduttivo entro cui poter esprimere il calcolo proposizionale e il calcolo delle classi.

## Opere principali
- O podstawach matematyki ("I fondamenti della matematica", in Przeglad filozoficzny, 1927-1930)
- Über Funktionen, deren Felder Gruppen mit Rücksicht auf diese Funktionen sind (in Fundamenta mathematicae XIII: 319-32, 1929)
- Grundzüge eines neuen Systems der Grundlagen der Mathematik (in Fundamenta mathematicae XIV: 1-81, 1929)
- Über Funktionen, deren Felder Abelsche Gruppen in bezug auf diese Funktionen sind (in Fundamenta Mathematicae XIV: 242-51, 1929)
- Über Definitionen in der sogenannten Theorie der Deduktion (nei Comptes rendus des séances de la Société des Sciences et des Lettres de Varsavie, 1931)
- Pisma zebrane [Collected Writings], a cura di J. J. Jadacki. 2 vol., Varsavia, Semper, 2015.